# Pieterfaurea equicalceola
Pieterfaurea equicalceola is een zachte koraalsoort uit de familie Nidaliidae. De koraalsoort komt uit het geslacht Pieterfaurea. Pieterfaurea equicalceola werd in 2000 voor het eerst wetenschappelijk beschreven door Williams. 